# Vilém Příbek
Vilém Příbek (1921–1951) byl český fotbalový záložník.

## Hráčská kariéra
V československé lize hrál za Viktorii Žižkov a SK České Budějovice ve 28 utkáních, vstřelil čtyři prvoligové branky.

### Prvoligová bilance
| Ročník             | Zápasy | Góly | Minuty | Klub                |
| ------------------ | ------ | ---- | ------ | ------------------- |
| I. liga 1945/46    | 9      | 0    | 810    | SK Viktoria Žižkov  |
| I. liga 1947/48    | 19     | 4    | 1 710  | SK České Budějovice |
| CELKEM I. ČS. LIGA | 28     | 4    | 2 520  |                     |